# Patró or

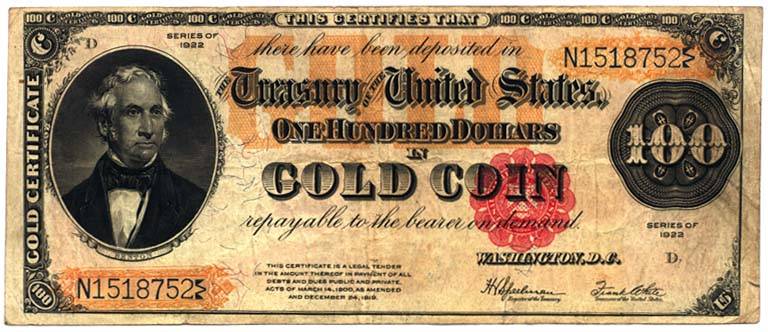
Certificat en or dels EUA.

El patró or va ser durant molt de temps el suport del paper moneda en determinada quantitat d'or. En molts països hi va haver un patró bimetàl·lic, és a dir, els bitllets (moneda fiduciària) estaven recolzats per una part d'or i una altra de plata.

## Crisi del patró or
Durant la Primera Guerra Mundial es va començar a abandonar el patró or, ja que els governs bel·ligerants necessitaven imprimir moneda per finançar l'esforç de guerra encara que fos sense tenir la capacitat de redimir aquesta moneda en metall preciós, i es va intentar reconduir la crisi en la Conferència de Gènova en 1922. Després de la Segona Guerra Mundial, va ser substituït pel Patró canvi dòlar - or.
La vigència del patró or, que va imperar durant el segle xix com a base del sistema financer internacional, va acabar arran de la Primera Guerra Mundial, de manera que ja no s'utilitza en cap lloc del món. Suïssa va ser l'últim país a abandonar-lo el 1998.

## Patró canvi dòlar - or
El patró canvi dòlar - or és un sistema monetari pel qual es fixa el valor d'una moneda (divisa) en termes d'una determinada quantitat d'or a través del dòlar estatunidenc USD. L'emissor de la divisa garanteix que pot tornar al posseïdor dels seus bitllets la quantitat d'or representada en ells. Aquest sistema es va implantar en la Conferència de Bretton Woods, quan va sorgir el Fons Monetari Internacional (FMI) el 1944. Les divises que garantien el canvi a l'or van ser el dòlar i la lliura esterlina. Aquest sistema va donar lloc a una estabilitat relativa i duradora, des de 1944 fins a 1971. La majoria de les economies del món es van desenvolupar, de manera que aquesta etapa es coneix en la història com la "Edat d'or".